# نویهوس ام کلاسنباخ
نویهوس ام کلاسنباخ (به آلمانی: Neuhaus am Klausenbach) یک منطقهٔ مسکونی در اتریش است که در ناحیه ینرسدورف واقع شده‌است. نویهوس ام کلاسنباخ ۹۵۰ نفر جمعیت دارد.